# 엑스챗
엑스챗(X-Chat)은 유닉스 계열에 널리 사용되는 IRC 클라이언트이다. 마이크로소프트 윈도우 버전도 공식적으로 지원된다. 맥 오에스 텐에서는 엑스챗 아쿠아를 통해, 다른 X윈도 기반 환경에서는 Fink 프로젝트를 통해 사용할 수 있다. 높은 수준의 사용자 설정을 제공한다. GPL로 라이선스가 되어 있고 GTK+를 사용한다.

## 플러그인
대중적인 언어를 플러그인 언어로 사용할 수 있다는 점이 특징이다.
C/C++, 펄, 파이썬, Tcl, 루비, 루아, D, DMD스크립트 등을 지원한다.

## 운영 체제
리눅스, 여러 BSD, 솔라리스 등의 유닉스와 맥 오에스 텐, 마이크로소프트 윈도우에서 작동한다. 맥 오에스 텐의 경우 GTK+를 사용하는 공식 빌드 외에도 코코아를 사용하는 비공식 버전이 있다.

## 세어웨어 논란
2004년 8월 23일부터 마이크로소프트 윈도우 버전의 엑스챗은 세어웨어로 전환되었으며, 30일 시험 기간이 지나면 사용료를 지불해야 한다. 이전 프리웨어 버전은 공식 웹사이트에서 제거되었다. 공식 웹사이트의 설명에 따르면 윈도 버전에서 컴파일하는 데 많은 시간을 투자해야 하기 때문에 비용을 부과한다고 한다.

## X-Chat 2
Vaidrius Petrauskas는 직접 X-Chat을 윈도우용으로 제작하여 SilvereX에서 X-Chat 2 라는 이름으로 무료 배포하고 있다. 이 역시 GTK+를 사용하며, 본가의 X-Chat과는 달리 여러 테마의 사용이 가능하다.